# Ẩm thực H'Mông

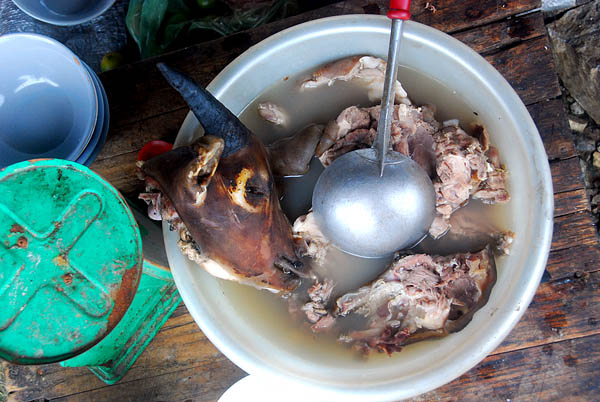
Súp đầu dê của người H'Mông

Ẩm thực H'Mông là những món ăn được người H'Mông coi là món ăn phổ biến của họ và chủ yếu được tìm thấy ở Đông Nam Á và cộng đồng người Hmong ở Hoa Kỳ. Phần lớn các món ăn tạo nên ẩm thực H'Mông không thực sự độc đáo cho cộng đồng người H'Mông mà là pha trộn các món ăn được tìm thấy trong các quốc gia mà người Hmong lưu trú. Trong khi vẫn là những người vô quốc gia sau khi bị trục xuất bởi dân tộc Hán của Trung Quốc cổ đại, người Hmong đã tiếp nhận các món ăn chủ yếu từ các ẩm thực khác nhau trong quá trình di cư thành món ăn riêng của họ, như món ăn của người Lào, Thái, Việt Nam và Trung Quốc.

## Tổng quan
Ẩm thực H'Mông khác nhau chút đỉnh tùy theo địa phương. Ví dụ, ở các cộng đồng người Hmong ở Hoa Kỳ, một món ăn của người Hmong có thể dựa phần lớn vào một món ăn có một dân tộc châu Á lớn hơn mà cũng cư trú trong cộng đồng địa phương như người Hoa, Tiếng Việt, hoặc tiếng Thái. Nhiều người H'mông đã đi qua Thái Lan trên đường đến những điểm đến cuối cùng của họ trên khắp thế giới và nhiều người vẫn cư trú ở đó, ẩm thực Thái Lan là một phần quan trọng đặc biệt của ẩm thực Hmong.
Trong khi việc sửa đổi các thành phần trong các món ăn được tiếp nhận nói chung là tối thiểu, sự chuẩn bị có thể được rút ngắn vì nó sẽ ở trong một môi trường núi nơi nhiều người trong một ngôi làng nhất định cần được cho ăn. Ở các khu đô thị trên khắp thế giới, nơi các cơ sở ăn uống công cộng phổ biến, hầu hết các món ăn của người Hmong đều giống với những món ăn châu Á khác. Một khác biệt lớn là bổ sung thêm gia vị được khuyến khích. Một ví dụ về việc này là việc bổ sung một lượng lớn đường trắng và nước tương cho phở, một món ăn nước được coi là món ăn quốc gia của Việt Nam.
Vì ngôn ngữ Hmông không được viết rộng rãi cho đến những năm 1950, ẩm thực Hmong, cho đến gần đây được truyền miệng từ các bậc trưởng lão của cộng đồng. Bất kỳ món ăn Hmong nào cũng có truyền thống truyền miệng và có thể khác nhau từ gia tộc này đến gia tộc khác, hoặc gia đình này đến gia đình khác. Sự khác biệt này chủ yếu dựa vào đất nước cư trú và các nguồn lực sẵn có. Trong khi các nhà hàng Hmong rất hiếm khi ở châu Á, chúng đã trở nên phổ biến hơn ở các quốc gia nơi người Hmong di dân ở phương Tây. Trong khi các cơ sở như vậy thường do các thành viên trong cộng đồng người Hmông sở hữu, các món ăn nói chung không thể nhận diện được như là một phần của món ăn đặc trưng cho người Hmong. Tuy nhiên, các món ăn phổ biến Đông và Đông Nam Á thường được dán nhãn là "Hmong" trong các cơ sở như vậy. Ví dụ: "Hmong Chicken Wings" thường được tìm thấy trên thực đơn khai vị trong nhà hàng Hmong. Trong món ăn này, gà thường được ướp trong hầu hết các loại gia vị dùng trong các món ăn khác mà người Hmông thích. Trong những năm gần đây, ẩm thực Hmong đã có sự nổi tiếng ngày càng tăng ở các khu vực nơi các nhà hàng thực sự châu Á bị hạn chế. Điều này phần lớn là kết quả của sự chấp nhận rộng rãi của người Hmong trong cộng đồng mới của họ.

## Thành phần
Thực phẩm chủ yếu của người Hmong là gạo trắng, thường được ăn với nhiều loại rau, ớt (thường là với nước sốt của người Đông Nam Á) và thịt luộc hoặc chiên nếu có. Gạo (gạo nếp) - trắng hoặc tím - thường được phục vụ tại các buổi tụ họp và những dịp đặc biệt khác. Món ăn Hmong được đặc trưng bởi việc sử dụng nhiều loại gia vị và thảo mộc được tìm thấy trong các món ăn Việt Nam, Thái Lan và Lào, bao gồm ớt (thường là Thái), sả, rau mùi, tỏi, hành xanh, bạc hà, gai và gừng. Nước mắm, sốt hào, nước tương, nước sốt sriracha, và nước sốt hoisin cũng được sử dụng phổ biến.

## Bữa ăn
Người Hmong thường ăn ba bữa một ngày và thường không ăn giữa các bữa ăn. Mỗi bữa ăn bao gồm cơm trắng, thường là rau và một phần nhỏ thịt. Thịt và rau thường được xào, hấp hoặc luộc. Ớt cay thường được phục vụ trong một đĩa ở hầu hết các bữa ăn, tương tự như trong tất cả các ẩm thực châu Á khác. Các loại thực phẩm chuẩn bị cho các bữa ăn khác nhau trong ngày không khác nhau nhiều, mặc dù chuẩn bị thường được chuẩn bị kỹ hơn vào bữa ăn sáng và bữa tối. Đó là do sự thiếu hụt các thành phần thông thường trong suốt quá trình di cư của người Hmong. Đây là điều đã được người Hmong chấp nhận và quen đi. Các bữa ăn được ăn theo cách thức cộng đồng với thức ăn được đặt ở trung tâm. Đối với các cuộc tụ họp văn hoá lớn, đàn ông ăn đầu tiên, theo sau là phụ nữ và trẻ em. [4] Điều này chỉ đúng đối với những người vẫn giữ phong tục tập quán Hmong truyền thống.